# Commander Steel
 (avril 2017).
Le contenu est difficilement compréhensible vu les erreurs de traduction, qui sont peut-être dues à l'utilisation d'un logiciel de traduction automatique.
Commander Steel (également Steel ou Citizen Steel) est le nom de trois super-héros publié par DC Comics, tous les membres de la même famille. La première apparition de Steel est apparu dans Steel, The Indestructible Man #1 (1978) , publiée par DC Comics, et a été créé par Gerry Conway et Don Heck. Ses histoires se déroulent lors de la Seconde Guerre mondiale. Les deux autres personnages appelés Steel sont ses petits-fils.

## Histoire
Steel est d'abord apparu dans une série en 1939, Steel, The Indestructible Man #1, écrit par le scénariste de Captain America, Gerry Conway. La série a été annulée après cinq numéros. Steel est par la suite apparu en tant qu'invité dans la Ligue de justice d'Amérique. Steel ou Commander Steel est également apparu et a été membre lors de la seconde Guerre mondiale de l'équipe All-Star Squadron. Il a fait une apparition, bien des années plus tard dans les quatre numéros de la série Eclipso, où il a été tué. Après cela, il est apparu dans le numéro #2 de l'édition 2010 de la série, DC Universe: Héritages, constituée d'histoires de super-héros des années 1940.
En 1984, le deuxième Steel est apparu comme l'un des personnages principaux dans la Ligue de Justice d'Amérique, jusqu'à son annulation au cours du crossover Legends en 1987. Il a fait une seule apparition quelques années plus tard, dans le numéro 38 de la Ligue de Justice d'Amérique, une poursuite de la Justice League International, où il a été tué. En 2006, il a joué un rôle posthume dans l'arc narratif de la JLA Classified, qui suit les chroniques de la JLA à Détroit. En 2010, il a joué un rôle majeur dans les deux-numéro Justice League of America (vol. 2) de rattachement à Blackest Night, où il a été temporairement ressuscité.
Le troisième Steel a fait ses débuts en 2007 dans une relance de la Société de justice d'Amérique, où il est apparu plusieurs années après que l'équipe a été divisée en deux groupes par les scénaristes Bill Willingham et Matt Sturges, où il est apparu comme l'un des personnages principaux dans JSA All-Stars. Dans The New 52 , il est montré qu'il existe sur Terre 2, sous le nom de Captain Steel.

## Biographie fictive

### Henry Heywood
La version du personnage durant la seconde Guerre mondiale, Henry Heywood, s'est enrôlé dans le United States Marine Corps avant que les États-Unis entrent en guerre, mais il a été blessé par des saboteurs, dirigé par l'homme qui allait devenir le Baron Blitzkrieg, qui s'en prenait à sa base. Henry a été un étudiant en biologie sous la direction du docteur Gilbert Giles et celui-ci a effectué une intervention chirurgicale sur Henry qui lui a donné une force surhumaine, une vitesse et une endurance surhumaine grâce à des prothèses en acier. À la demande du docteur Giles, Heywood a gardé ses nouveaux dons secrets, et a été remis en service dans un bureau de poste. Frustré par son incapacité à aider (directement les personnes), Heywood a décidé de porter le masque de "Steel", et fut tenté de voler de l'armement de la base militaire où il a travaillé et de l'envoyer à ceux qui sont les plus dans la mêlée de la guerre. Heywood a vaincu les saboteurs, et s'est lancé dans une carrière pour lutter contre les menaces et autres criminels avant que l'Amérique entre en guerre.
Heywood est entré directement dans la Seconde Guerre mondiale comme une arme secrète avant qu'il s'allie avec All-Star Squadron. À ce moment, il a été désigné Commander Steel par le Premier ministre britannique Winston Churchill. Son appartenance à l'Escadron est seulement pour une brève période de Crisis on Infinite Earths lui a causé un changement dans son pays natal sur Terre-Deux à la Post-Crisis Terre, où il a pris sa retraite de sa carrière de super-héros (comme il n'y avait plus de héros actifs à l'époque).
Des années plus tard, alors qu'il est un riche industriel, il a incorporé les mêmes composants mécaniques à son petit-fils, Hank Heywood III.
Après la mort de son petit-fils, Heywood a repris le manteau de Commander Steel et s'est donné la mort en luttant contre le super-vilain Eclipso.

### Hank III Heywood
La deuxième Steel était Henry "Hank" Heywood III. Commander Steel, devenu un riche industriel, a incorporé le même composant mécanique à son petit-fils, malgré le désaccord de celui-ci. Heywood III était un membre de la Ligue de justice de Detroit, et il a été mortellement blessé lors d'une bataille contre un androïde appartenant au professeur Ivo. Son corps est conservé dans le Bunker de la JLA jusqu'à ce qu'il soit découvert et détruit par Despero.
Bien qu'il ait été initialement déclaré que Heywood a effectué les chirurgies inutiles sur son petit-fils, il a été révélé plus tard dans la Justice League of America #260 que s'il n'avait pas transformé son petit-fils en Steel, « Hank serait déjà mort… il y a déjà des années ». Hank a fait remarquer plus tard que son grand-père pouvait avoir été rendu fou par le métal se trouvant dans son crâne.
Dans la Blackest Night, Steel a été ressuscité en tant que membre du Black Lantern Corps dans le Hall of Justice,. Plus tard, au cours d'une bataille entre la Ligue de justice et le Syndicat du Crime d'Amérique au Hall of Justice, Steel a été détruits par Superwoman.

### Nathan Heywood
La relance de la Société de Justice d'Amérique ajouté un autre membre de la famille Heywood. Lors d'une interview à Newsarama, le scénariste de la nouvelle série, Geoff Johns, l'a annoncé comme un nouveau personnage avec de nouveaux pouvoirs. Il a fait ses débuts dans Justice Society of America #2 avec le nom de Nathan "Buckeye" Heywood.
Nathan est le petit-fils d'Henry Heywood et le cousin d'Henry Heywood III. Anciennement star du football de l'Université d'État de l'Ohio, Nathan prend sa retraite après une fracture de la rotule et de l'amputation de sa jambe à la suite d'une infection non diagnostiquée. L'incident a rendu Nathan accro aux antalgiques.
Tout en participant à une réunion de famille, il est attaqué par le Quatrième Reich, une équipe de métahumain néo-nazis commandée par Vandal Savage pour essuyer le sang des héros de l'âge d'or. Le Quatrième Reich ne parvient pas à détruire complètement la lignée des Heywood. Nathan et quelques enfants parviennent à survivre. Le frère et la mère Nathan sont transformés en statues de métal par le super-vilain Reichsmark. Nathan envoie sa béquille dans la bouche de Reichsmark, lui faisant cracher du métal liquide sur Nathan. Hawkman l'emmène auprès du Dr Mid-Nite, qui remarque que le métal est absorbé par la peau de Nathan.
Plus tard, il est révélé que le métal a fait repousser la jambe amputée, formant des os métalliques, des muscles et de la chair. Au réveil dans sa chambre d'hôpital, Nathan prend conscience qu'il a une force surhumaine. Le Dr Mid-Nite annonce à Nathan qu'il est maintenant un être fait de chair et d'acier, en raison d'une réaction au sang de Reichsmark. Toutefois, l'acier, les tissus ne permettent pas à Nathan de ressentir les choses, ce qui signifie qu'il ne peut pas sentir les textures ou les températures, ni jaugé les pressions, de plus son poids a considérablement augmenté, entraînant des craquèlements du sol lors de son passage. On lui donne un costume, une « seconde peau » fait d'un alliage d'acier inoxydable développé par le  Dr Mid-Nite et Mr Terrific pour limiter ses mouvements et réduire sa puissance à un niveau plus gérable. Ils ont choisi la couleur du costume à cause du patrimoine de la famille Heywood. Il a ensuite rejoint la Société de justice pour vaincre le Quatrième Reich. Par la suite, la presse lui demande s'il est le nouveau Commander Steel. Ce que Nathan réfute, en disant qu'il est juste un citoyen ordinaire. Il est appelé « Citizen Steel » par Power Girl.

## Pouvoirs et capacités
À l'origine, Commander Steel pouvait soulever jusqu'à 1 000 livres, mais quand il est apparu dans les pages du All-Star Squadron , il lui a été attribué une force surhumaine sans limite exacte.
Le corps métallique de Commander Steel lui confère une force surhumaine et lui permet de prendre des coups directs des adversaires aussi puissants que Gog sans fléchir. Lorsqu'il retire son costume, il est en mesure de libérer sa force sans inhibition sur la vitesse.

## Dans d'autres médias

### À la télévision

logo de la série

#### Live-action
- Nathaniel « Nate » Heywood / Steel apparaît dans la deuxième saison de Legends of Tomorrow incarné par Nick Zano, tandis que son grand-père Henry Heywood / Commander Steel est incarné par Matthieu MacCaull[16],[17]. Initialement hémophile, Ray Palmer lui injecte un sérum nazi apporté par Eobard Thawne afin de lui sauver la vie à la suite de graves blessures. Le sérum a donné à Nate la capacité à se transformer en acier, en plus de pouvoir fournir une force surhumaine. Ayant obtenu ses pouvoirs, Nate commence à s'appeler lui-même Steel, bien que son idée d'origine soit Citizen Steel. Il est révélé plus tard par Obsidian que le grand-père de Nate est allé en mission avec son équipe et qu'il n'est jamais revenu à la maison, un an après cela son propre père était né. Nate a gagné son propre costume à la fin de l'épisode Outlaw Country. Dans l'épisode Raiders of the Lost Art, le public découvre que Nate est devenu historien car il a vu la série Indiana Jones.
- Nathaniel « Nate » Heywood / Steel (Nick Zano) apparaît aussi dans un épisode d'Arrow (saison 5, épisode 8).

#### Animation
- Hank Heywood III est apparu à plusieurs reprises en tant que Commander Steel dans la série Justice League Unlimited . Il a été doublé par Kevin Conroy[18].
- Dans l'épisode Powerless de la série Batman: L'Alliance des héros, il est mentionné par Aquaman lorsqu'il chante sa chanson entraînante sur l'héroïsme où il apparaît en tant que Commander Steel comme l'un des héros.